# گوین مک‌لاود
گوین مک‌لاود (انگلیسی: Gavin MacLeod؛ زادهٔ ۲۸ فوریهٔ ۱۹۳۱ – درگذشتهٔ ۲۹ مهٔ ۲۰۲۱) بازیگر اهل ایالات متحده آمریکا بود.
از فیلم‌ها یا برنامه‌های تلویزیونی که وی در آن نقش داشته‌است می‌توان به کمدین، پارتی، قهرمانان کلی، دانه‌های شن، عملیات زیرپیراهنی زنانه، تبادل دانشجو و اجبار اشاره کرد.